# Ilse Pluimers
Ilse Pluimers (29 de abril de 2002) es una deportista neerlandesa que compite en ciclismo en la modalidad de ruta. Ganó una medalla de oro en el Campeonato Europeo de Ciclismo en Ruta de 2023, en la prueba de ruta sub-23.

## Medallero internacional
| Campeonato Europeo | Campeonato Europeo     | Campeonato Europeo | Campeonato Europeo |
| Año                | Lugar                  | Medalla            | Competición        |
| ------------------ | ---------------------- | ------------------ | ------------------ |
| 2023               | Drenthe (Países Bajos) | Medalla de oro     | Ruta sub-23        |

## Palmarés
2023
- Campeonato Europeo en Ruta sub-23